# Contea di Macon (Missouri)
La contea di Macon in inglese Macon County è una contea dello Stato del Missouri, negli Stati Uniti. La popolazione al censimento del 2000 era di 15 762 abitanti. Il capoluogo di contea è Macon